# Izdebno Nowe (gromada)
Izdebno Nowe – dawna gromada, czyli najmniejsza jednostka podziału terytorialnego Polskiej Rzeczypospolitej Ludowej w latach 1954–1972.
Gromady, z gromadzkimi radami narodowymi (GRN) jako organami władzy najniższego stopnia na wsi, funkcjonowały od reformy reorganizującej administrację wiejską przeprowadzonej jesienią 1954 do momentu ich zniesienia z dniem 1 stycznia 1973, tym samym wypierając organizację gminną w latach 1954–1972.
Gromadę Izdebno Nowe z siedzibą GRN w Izdebnie Nowym utworzono – jako jedną z 8759 gromad na obszarze Polski – w powiecie grodziskomazowieckim w woj. warszawskim, na mocy uchwały nr VI/10/4/54 WRN w Warszawie z dnia 5 października 1954. W skład jednostki weszły obszary dotychczasowych gromad Basin, Izdebno-Kościelne, Izdebno Nowe, Karolina i Zabłotnia oraz miejscowość Grabnik z dotychczasowej gromady Budy-Zosiny ze zniesionej gminy Kaski w tymże powiecie. Dla gromady ustalono 10 członków gromadzkiej rady narodowej.
31 grudnia 1961 gromadę zniesiono, włączając jej obszar do gromad: Baranów (wieś Grabnik) i nowo utworzonej Cegłów (wsie Basin, Izdebno Kościelne, Karolina, Nowe Izdebno i Zabłotnia) w tymże powiecie.